# Bâtiment de la maison de la jeunesse Stanko Paunović de Negotin
Le bâtiment de la maison de la jeunesse Stanko Paunović de Negotin (en serbe cyrillique : Зграда Дома омладине „Станко Пауновић“ у Неготину ; en serbe latin : Zgrada Doma omladine „Stanko Paunović“ u Negotinu) se trouve à Negotin, dans le district de Bor, en Serbie. Il est inscrit sur la liste des monuments culturels protégés de la république de Serbie (identifiant no SK 337).